# Ken Jenkins
Ken Jenkins (Dayton, 28 de agosto de 1940) é um ator norte-americano. Jenkins é mais conhecido pelo papel de Bob Kelso em Scrubs.